# Selkäsaaret (ö i Finland, Birkaland, Tammerfors, lat 61,32, long 23,31)
Selkäsaaret är en ö i Finland. Den ligger i sjön Suonojärvi och i kommunen Vesilax i den ekonomiska regionen Tammerfors och landskapet Birkaland, i den södra delen av landet, 150 km nordväst om huvudstaden Helsingfors. Öns area är 1 hektar och dess största längd är 210 meter i öst-västlig riktning.  Notera att namnet antyder att det är fråga om flera öar.